# Космическая медицина
Косми́ческая медици́на — совокупность медицинских наук, занимающиеся медицинскими, биологическими, инженерными и другими научными исследованиями, целью которых является обеспечение безопасности и оптимальных условий существования человека при пилотируемом космическом полёте или в открытом космосе.

Распределение жидкости в организме при воздействии микрогравитации

Космическая медицина охватывает следующие области:
- Системы жизнеобеспечения
- Синдром космической адаптации
- Радиобиология
- Космическая биология

## История

### СССР
Первые работы в области, близкой к космической медицине, велись сотрудниками IV сектора научно-исследовательского санитарного института РККА (предшественник НИИИАМ), которым в 1933—1935 годах руководил Владимир Владимирович Стрельцов.
А. П. Апполонов, А. А. Волохов, П. И. Егоров, И. М. Иванов, А. В. Лебединский, А. А. Сергеев разработали систему жизнеобеспечения, которая применялась на стратостатах «СССР-1» и «Осоавиахим-1». Благодаря этим работам академик Л. А. Орбели в 1934 году смог выступить на Всесоюзной конференции по изучению стратосферы с докладом под названием «План научно-исследовательской работы по вопросу о влиянии стратосферных условий на организм человека и животных», где высказывались требования, которыми должен обладать стратосферный скафандр.
Исследования В. В. Стрельцова, А. П. Апполонова, В. Г. Миролюбова, Д. И. Иванова, П. К. Исакова, В. Г. Скрыпина, М. П. Бресткина, Г. Е. Владимирова, П. И. Егорова, А. Г. Кузнецова, И. Р. Петрова и А. В. Лебединского уточнили этиопатогенетические механизмы гипоксических состояний, позволили создать режимы подачи кислорода для разных высот и помогли разработать защиту от гипоксии с помощью дополнительного кислородного обеспечения. Результаты изучения А. П. Апполонова, М. И. Вакара, Л. Г. Головкина, Н. А. Агаджаняна, В. Б. Малкина, И. Н. Чернякова влияния взрывной декомпрессии на человека и режимов давления используются в современных летательных аппаратах, чтобы обеспечить необходимый уровень безопасности экипажа. В 1940 году В. А. Спасский закончил докторскую диссертацию, исследования которой до сих пор соответствуют современными представлениями жизнедеятельности человека и медико-технических требований герметичных кабин и высотных скафандров при полётах.
В. И. Воячек, К. Л. Хилов, Г. Г. Куликовский, И. Я. Борщевский занимались медицинским обеспечением человека при скоростных полётах и изучением воздействия ускорений на вестибулярный аппарат.
П. Е. Колмыков, Г. А. Арутюнов, С. С. Холин, а также И. Я. Борщевский занимались изучением гигиены одежды пилотов, усовершенствования питания и средств защиты от неблагоприятных факторов среды.
Примерно в это же время И. К. Собенников, Г. Г. Куликовский, Е. М. Белостоцкий, К. Л. Хилов и другие разрабатывали требования к отбору и экспертизы лётчиков.
Впервые в 1946 году вопросы кратковременных перегрузок в области «голова—таз» начали исследовать сотрудники ВМА М. П. Бресткин, Г. Л. Комендантов и В. В. Левашов. Благодаря этим исследованиям, проведённым в 1949—1953 годах, научные руководители П. К. Исаков и С. А. Гозулов становятся лауреатами Государственной премии в 1953 году.
В 1949 году министр обороны СССР А. М. Василевский даёт указание по инициативе С. П. Королёва Научно-исследовательскому испытательному институту авиационной медицины (НИИИАМ) на проведение биологических и медицинских исследований. В НИИИАМ в 1951 году начинают работать над первой научно-исследовательской работой под названием «Физиолого-гигиеническое обоснование возможностей полета в особых условиях», в которой формулируют основные задачи исследований, необходимые требования к герметичным кабинам, системам жизнеобеспечения, спасения и контрольно-регистрирующей аппаратуре. В конструкторском бюро Королёва создают проекты ракет для подъёма животных в пределах 200—250 км и 500—600 км, затем начинают говорить о запуске человека в космос, разрабатывают искусственные спутники.
В 1954 году руководство института заявляет о необходимости создать специальный отдел численностью в 20 человек для исследований и разработки медицинского обеспечения полётов в верхние слои атмосферы. В 1956 году формируют такой отдел, начальником которого назначают В. И. Яздовского.
Благодаря созданию этого отдела увеличивается темп работы над исследованиями. В НИИИАМ начинают проведение двух научно-исследовательских работ: «Исследование возможности выживания и жизнедеятельности животных при длительном полете объектов „Д“ и „ОД“» и «Исследование возможности выживания и жизнедеятельности животных при полетах в герметическом отсеке изделий Р-2А и Р-5 в верхние слои атмосферы», которые направлены на создание установок для автономного существования животных до 15 суток в их кабинах, автоматических устройств для подачи еды и воды животным и на осуществление отладки аппаратуры для слежения за физиологическими функциями животного и гигиенических требований внутри кабины. В 1957—1958 годах отдел производит пуск геофизических ракет до 212 км (11 запусков) и 450—473 км (3 пуска).
Из-за короткого времени полёта (около 10 минут) невозможно было оценить полностью воздействие невесомости и космической радиации на живой организм. Поэтому 3 ноября 1957 года был осуществлён запуск второго искусственного спутника с собакой по кличке Лайка.
Сотрудники НИИИАМ В. И. Яздовский, О. Г. Газенко, А. М. Генин, А. А. Гюрджиан, А. Д. Серяпин, Е. М. Юганов, И. И. Касьян, А. Р. Котовская, И. С. Балаховский, Е. А. Петрова, Б. Г. Буйлов и другие занимались отбором животных, их тренировкой, созданием рациона, приучением к автоматической кормушке, созданием системы ассенизации и передачи информации с корабля.
Хотя проект запуска Лайки и не предполагал её возвращения на Землю, но успешное его проведение доказало на практике безопасность длительного нахождения животного в невесомости. С этого момента начинается космическая эра человечества, которая была отмечена постановлением конгресса Международной астронавтической федерации в сентябре 1967 года.
В 1958 году появляются первые открытые публикации: «Исследования жизнедеятельности животных при полетах в негерметизированной кабине ракет до высоты 100 км», «Исследования жизнедеятельности животных при полетах в герметических кабинах до высоты 212 км» и «Человек в космосе». Из-за секретности работы, сотрудников НИИИАМ А. М. Генина, О. Г. Газенко, А. Р. Котовскую, И. И. Касьяна, А. В. Покровского, А. Д. Серяпина, В. И. Яздовского, Е. М. Юганова публиковали под ложными фамилиями.
Кроме исследований жизнедеятельности животных в условиях верхних слоёв атмосферы, изучалось и состояние организма человека во время стратосферных полётов (в том числе рекордных) на стратостате СС — «Волга» в 1959—1962 годах. Некоторые пилоты стратостата, стали в дальнейшем космонавтами (В. Г. Лазарев).
Проводившиеся в НИИАМ исследования Ю. Ф. Удалова были посвящены биохимии при различном экстремальном воздействии, а также биохимии применительно к проблеме питания, с уклоном в проблему витаминов.
В 1959 году младшим научным сотрудником в Институт космической медицины в чине капитана медицинской службы был назначен Р. М. Баевский, где он занимался подготовкой научной аппаратуры для исследования животных в полёте на 3-м искусственном спутнике Земли. Р. М. Баевский известен как один из ведущих специалистов в области космической кардиологии и по методологии физиологических измерений в космосе. Он принимал непосредственное участие в подготовке и медицинском обеспечении первых космических полётов животных и человека.
| Наименование корабля-спутника         | Дата запуска         | Длительность полёта | Наименование биообъектов                                                         | Особенности биологического обеспечения полета                                                       | Выполнение задачи                              |
| ------------------------------------- | -------------------- | ------------------- | -------------------------------------------------------------------------------- | --------------------------------------------------------------------------------------------------- | ---------------------------------------------- |
| Второй искусственный спутник Земли    | 3 ноября 1957 года   |                     | Собака Лайка                                                                     | Регистрация ЭКГ, артериального давления, частоты дыхания, двигательной активности                   | Спутник не имел системы возвращения на Землю   |
| Второй космический корабль-спутник    | 19 августа 1960 года | 1 сутки             | Собаки Белка и Стрелка, мыши, семена, культуры клеток, насекомые                 | Регистрация ЭКГ, артериального давления, дыхания, температуры тела, двигательной активности у собак | Первые животные возвращены из космоса на Землю |
| Третий космический корабль-спутник    | 1 декабря 1960 года  | 1 сутки             | Собаки Пчёлка и Мушка, морские свинки, крысы, мыши, семена                       | Регистрация у собак ЭКГ, дыхания, температуры тела, двигательной активности, электромиограммы       | Спутник не возвращен по техническим причинам   |
| Четвертый космический корабль-спутник | 9 марта 1961 года    | 1,5 часа            | Собака Чернушка, мыши, морская свинка, мухи, семена, бактерии                    | Регистрация ЭКГ, дыхания, сфигмограммы                                                              | Спуск по программе, животные возвращены        |
| Пятый космический корабль-спутник     | 25 марта 1961 года   | 1,5 часа            | Собака Звёздочка, крысы, морские свинки, мухи, семена, бактерии, культуры клеток | Регистрация ЭКГ, дыхания, сфигмограммы                                                              | Спуск по программе, животные возвращены        |

### США
Эволюция космической медицины в США представляет собой увлекательный путь от военной авиационной медицины до сложной специализированной области, необходимой для пилотируемых космических полетов. Начиная с новаторской работы подполковника Теодора К. Листера в области авиационной медицины во время Первой мировой войны, эта область драматически трансформировалась с наступлением космической эры в 1960-х годах. Ключевые вехи включают влиятельные исследования клиники Мэйо по воздействию ускорения во время проекта "Меркурий", разработку комплексных систем медицинской поддержки в эпоху космических шаттлов и историческое возвращение Джона Гленна в космос в возрасте 77 лет в 1998 году для изучения физиологических эффектов микрогравитации. Последние достижения включают специализированные исследования стволовых клеток на Международной космической станции и официальное признание космической медицины как медицинской субспециальности, решающей уникальные задачи, включая эффекты микрогравитации, радиационное облучение и физиологические адаптации в космической среде.
Корни американской космической медицины прочно лежат в ранних разработках авиационной медицины. Для вооруженных сил США авиационная медицина официально началась в мае 1917 года, когда армия США назначила подполковника (доктора) Теодора К. Листера, часто называемого "отцом авиационной медицины", первым военнослужащим, посвятившим себя авиационной медицине. Первоначальным заданием Листера было руководство авиационной работой в Управлении главного хирурга, а в сентябре 1917 года он был официально назначен главным хирургом авиационного отдела Корпуса связи. Это назначение ознаменовало начало формализованного подхода к пониманию и решению уникальных медицинских проблем, связанных с полетами.
Листер начал свою авиационную карьеру в 1916 году, когда армия назначила его и двух офицеров Корпуса связи в комиссию по определению пригодности кандидатов для авиационного отдела армии. Первоначальные критерии отбора комиссии основывались на стандартных учебниках по физиологии и существующих правилах для военнослужащих США. После выявления недостатков в существующих методах отбора — включая случай, когда ни один кандидат не прошел первоначальный тест — Листер и другие армейские врачи разработали улучшенные процедуры тестирования. Эти усилия были удивительно успешными; к июлю 1918 года 67 испытательных центров проверили 38 777 кандидатов, из которых чуть более 50 процентов соответствовали физическим стандартам.
В ходе своих исследований Листер заметил, что медицинские офицеры не понимали уникальных физиологических проблем, влияющих на пилотов. Он рекомендовал создать исследовательский совет для изучения причин, способствующих чрезвычайным потерям пилотов, заложив основу для того, что в конечном итоге станет аэрокосмической медициной. Эта ранняя работа установила модель, согласно которой специализированные медицинские знания являются необходимыми для персонала, работающего в экстремальных условиях — принцип, который десятилетия спустя станет центральным для космической медицины.

#### Проект "Меркурий"
Переход от авиационной медицины к космической резко ускорился с началом американской космической программы в конце 1950-х годов. Проект "Меркурий", первая американская программа пилотируемых космических полетов, ознаменовал быструю эволюцию от того, что было известно как авиационная медицина, к тому, что сейчас признано как космическая медицина. Этот переход представлял собой не просто изменение терминологии, а фундаментальный сдвиг в понимании уникальных медицинских проблем космической среды.
Клиника Мэйо внесла важный вклад в исследования космической медицины с самого начала американской космической программы. В 1960 году клиника Мэйо получила гранты от ВВС США и НАСА на проведение серии экспериментов по изучению влияния ускорения при взлете. Это исследование воздействия силы тяжести при ускорении напрямую повлияло на горизонтальное положение кресел для космической программы "Меркурий" — которая отправила первых американских астронавтов в космос — а также последующих программ "Джемини" и "Аполлон". Эти ранние вклады демонстрируют, как медицинские исследования напрямую формировали конструкцию космических кораблей для защиты здоровья астронавтов и оптимизации их работоспособности.
Проект "Меркурий" представлял собой не только технологические, но и медицинские проблемы. Руководство НАСА было обеспокоено всем спектром наук о жизни, выходящим далеко за рамки непосредственных биотехнологических потребностей проекта "Меркурий". Это включало экологию и экзобиологию, а также определение и прогнозируемое применение космической медицины. Комплексный подход, установленный в эту эпоху, продолжал характеризовать космическую медицину на протяжении всего ее развития, уравновешивая непосредственные оперативные потребности с долгосрочными научными исследованиями.

#### Эра космических шаттлов
Программа космических шаттлов, начавшаяся в 1980-х годах, позволила значительно продвинуть возможности космической медицины. Благодаря дополнительной грузоподъемности шаттла, НАСА создало более комплексный набор медицинской готовности. Медицинская поддержка космических операций (SOMS) состояла из двух отдельных комплектов: набора медикаментов и перевязочных материалов (MBK) и набора неотложной медицинской помощи (EMK). MBK содержал капсульные лекарства (таблетки, капсулы и суппозитории), перевязочные материалы и местные лекарства, в то время как EMK включал инъекционные препараты, предметы для проведения малых операций, диагностические/терапевтические инструменты и набор для микробиологических тестов. Эти расширенные медицинские возможности представляли собой значительный прогресс в способности решать проблемы со здоровьем во время космического полета.
Знаменательным событием этой эпохи стало возвращение в космос в 1998 году Джона Гленна, первого американского астронавта, совершившего орбитальный полет, на борту шаттла миссии STS-95 в возрасте 77 лет. Эта миссия имела значительные медицинские исследовательские последствия, фокусируясь на физиологических проблемах, общих как для астронавтов, так и для стареющего населения: потеря костной плотности, потеря мышечной массы, нарушения равновесия, нарушения сна, сердечно-сосудистые изменения и подавление иммунной системы. Миссия Гленна подчеркнула двойную пользу исследований космической медицины как для космических исследований, так и для земного здравоохранения, демонстрируя, как понимание реакции организма на космическую среду может информировать лечение возрастных состояний на Земле.
Эра космических шаттлов увидела эволюцию космической медицины от первоначального фокуса на выживании и базовом функционировании до решения более сложных вопросов долгосрочного здоровья и производительности. Эта эволюция отражала изменение характера пилотируемых космических полетов от коротких, исследовательских миссий к операциям большей продолжительности с более разнообразным составом экипажа и целями миссий. Возможности медицинской поддержки становились все более сложными в течение этого периода, подготавливая почву для постоянного присутствия человека в космосе.

#### Эра Международной космической станции
Создание Международной космической станции (МКС) создало беспрецедентную платформу для долгосрочных исследований в области космической медицины. В 2017 году исследовательская группа под руководством доктора Аббы Зубаира из флоридского кампуса клиники Мэйо отправила стволовые клетки в космос на борту миссии SpaceX-9 для исследования влияния микрогравитации на их способность к размножению. Это исследование иллюстрирует продолжающуюся эволюцию исследований космической медицины в сторону все более сложных областей исследования, используя уникальную среду космоса для биомедицинских открытий.
Космическая медицина теперь развилась в признанную субспециальность неотложной медицины, эволюционировав из более широкой специальности аэрокосмической медицины. Она посвящена предотвращению и лечению медицинских состояний, которые могли бы ограничить успех космических операций, фокусируясь конкретно на профилактике, неотложной помощи, экстренной медицине, медицине дикой природы, гипер/гипобарической медицине для обеспечения медицинской помощи астронавтам и участникам космических полетов. Эта специализация отражает зрелость области и ее признание в более широком медицинском сообществе.
Среда космического полета создает множество уникальных стрессоров для человеческого организма, включая G-силы, микрогравитацию, необычные атмосферы, такие как низкое давление или высокое содержание углекислого газа, и космическую радиацию. Космическая медицина применяет космическую физиологию, профилактическую медицину, первичную помощь, неотложную медицину, медицину острых состояний, медицину в суровых условиях, общественное здравоохранение и токсикологию для предотвращения и лечения медицинских проблем в космосе. Эта экспертиза дополнительно используется для информирования проектирования систем космических аппаратов для минимизации риска для здоровья и работоспособности человека при выполнении целей миссии.
Исследователи выявили множество медицинских последствий, связанных с пилотируемыми космическими полетами, включая нарушение зрения и потерю костной массы. В октябре 2015 года Управление генерального инспектора НАСА выпустило отчет об опасностях для здоровья, связанных с космическими исследованиями, включая соображения для пилотируемой миссии на Марс, подчеркивая текущие проблемы в космической медицине. Эти выявленные проблемы определяют текущие приоритеты исследований и подчеркивают продолжающуюся важность космической медицины для будущих исследований.
В США сформирована развитая инфраструктура космической медицины, включающая государственные, академические и частные организации. NASA через Медицинский политический совет (MPB) и Совет по аэрокосмической медицине (AMB) устанавливает медицинские стандарты для космических полетов. Ведущие академические центры, такие как UCLA (основавший в 2021 году первую программу стажировки по космической медицине на базе неотложной медицины) и Техасский университет A&M, проводят исследования влияния микрогравитации и космической радиации на организм человека. Программа UC Space Health объединяет более 150 исследователей системы Калифорнийского университета для решения медицинских проблем в космосе.